# (38179) 1999 JV122
1999 JV122 (asteroide 38179) é um asteroide da cintura principal. Possui uma excentricidade de 0.14137390 e uma inclinação de 3.42532º.
Este asteroide foi descoberto no dia 13 de maio de 1999 por LINEAR em Socorro.